# 湖県
湖県（こ-けん）は、古代の中国に置かれた県の一つである。現在の河南省三門峡市霊宝市にあった。

## 歴史
はじめ胡県（こけん）といい、建元年間（前140年 - 前135年）に湖県と改称された。周の天子の祠が2カ所あったという。前漢での管轄先は、組織改編によって渭南郡（前198年まで）・内史（前135年まで）・右内史（前104年まで）・京兆尹（前104年以降）と変遷した。
征和2年（前91年）7月、武帝の太子劉拠が、無実の罪におとされそうになって都の長安で謀反した（巫蠱の禍）。失敗して逃げた太子は湖県の泉鳩里で屨売りにかくまわれたが、発覚して自殺した。このとき太子の子もみな殺された。後、太子にもともと罪がなかったことを知った武帝は、湖県に「帰来望思之台」をつくった。当時乳飲み子でだった太子の孫はかくまわれて生きのび、赦され、長じて即位して宣帝となった。本始元年（前73年）6月、宣帝は祖父の劉拠に戾太子と諡号を付け、湖県にある墓に奉邑200家を置き、湖県の閿郷と邪里聚を戻園とした。8年後の元康元年（前65年）5月、戻園の奉邑を300家にした。
新の天鳳2年（15年）4月、郡の再編成で京兆尹はなくなり、湖県は翊尉郡に属することになった。
後漢では弘農郡の下に移され、西晋にも続いた。
五胡十六国時代の始光3年（426年）に北魏により湖城県と改称された。